# Rhodamnia maideniana
Rhodamnia maideniana är en myrtenväxtart som beskrevs av Cyril Tenison White. Rhodamnia maideniana ingår i släktet Rhodamnia och familjen myrtenväxter. Inga underarter finns listade i Catalogue of Life.